# 6,7-Dimetil-8-ribitillumazin sintaza
6,7-dimetil-8-ribitillumazin sintaza (EC 2.5.1.78, lumazinska sintaza, 6,7-dimetil-8-ribitillumazinska sintaza 2, 6,7-dimetil-8-ribitillumazinska sintaza 1, lumazinska sintaza 2, lumazinska sintaza 1, tip I lumazinska sintaza, tip II lumazinska sintaza, RIB4, MJ0303, RibH, Pbls, MbtLS, RibH1 protein, RibH2 protein, RibH1, RibH2) je enzim sa sistematskim imenom 5-amino-6-(-ribitilamino)uracil butandiontransferaza. Ovaj enzim katalizuje sledeću hemijsku reakciju
1-dezoksi-L-glicero-tetruloza 4-fosfat + 5-amino-6-(-ribitilamino)uracil {\displaystyle \rightleftharpoons } 6,7-dimetil-8-(D-ribitil)lumazin + 2H2O + fosfat
Ovaj enzim učestvuje u biosintezi riboflavina.

## Literatura
- Nicholas C. Price; Lewis Stevens (1999). Fundamentals of Enzymology: The Cell and Molecular Biology of Catalytic Proteins (Third изд.). USA: Oxford University Press. ISBN 019850229X.
- Eric J. Toone (2006). Advances in Enzymology and Related Areas of Molecular Biology, Protein Evolution (Volume 75 изд.). Wiley-Interscience. ISBN 0471205036.
- Branden C; Tooze J. Introduction to Protein Structure. New York, NY: Garland Publishing. ISBN 0-8153-2305-0.
- Irwin H. Segel. Enzyme Kinetics: Behavior and Analysis of Rapid Equilibrium and Steady-State Enzyme Systems (Book 44 изд.). Wiley Classics Library. ISBN 0471303097.

## Spoljašnje veze
- 6,7-dimethyl-8-ribityllumazine+synthase на 